# 石井昭男
石井 昭男（いしい あきお、1955年9月26日 - ）は、神奈川県三浦市出身の元プロ野球選手（外野手）。

## 経歴

### プロ入りまで
中学1年からエースとなり、東海大相模高校では1972年、2年生の時に三番打者、左翼手として夏の甲子園に出場。しかし1回戦でエース金本誠吉を擁する中京高に完封負け。翌1973年夏は四番打者、三塁手として県大会準決勝に進出するが、長内孝のいた桐蔭学園に敗退した。
卒業後に進学した東海大学では、首都大学野球リーグで在学中5回優勝。1976年の全日本大学野球選手権大会では、決勝で斉藤明雄のいた大商大を2-1で降し優勝を飾った。翌1977年の同大会では、決勝で駒大に延長10回の熱戦の末に敗れ、準優勝に終わる。同年の明治神宮野球大会も決勝で法大の江川卓に抑えられ敗退。1976年、1977年には日米大学野球選手権大会日本代表に選出され、四番打者も務めた（当時のチームは原辰徳、石毛宏典、中尾孝義、江川卓、鹿取義隆、松沼雅之らを初めとした錚々たるメンバーであった）。リーグ通算90試合出場、304打数95安打、打率.313、8本塁打、53打点。最高殊勲選手1回、首位打者1回、ベストナイン3回獲得。大学同期に遠藤一彦、林良孝（本田技研鈴鹿）両投手、岩井美樹などがいた。

### 現役時代
1977年ドラフト3位で中日に入団。1年目から一軍で起用されるが、田尾安志をはじめ外野手の層が厚く、なかなか出番はなかった。1980年には開幕から右翼手に抜擢され、22試合に先発出場。一時はレギュラーをつかみかけたが、外野フェンスに頭部を激突する負傷で長期離脱する不運もあって、主に豊田誠佑と並ぶ右の代打として活躍することとなった。1985年には、前年いずれも30本塁打を放った3番打者の谷沢健一、4番大島康徳、5番ケン・モッカが相次いで故障で倒れる中、35試合に先発出場。4番打者としても5試合に起用される。規定打席には足りないものの、打率.316と堂々の成績を残した。1987年限りで現役引退。
指導者としても評価が高い。ファーム時代に石井にしごかれ、投手から野手に転向して勝負強い打撃と特徴的な右打ちで主力となった仁村徹などは、「僕のバッティングは、みんな石井さんに教わった」と述べている。

### 引退後

#### 中日コーチ時代
引退後は中日のコーチ、フロントを務めた。コーチ時代は落合博満が打撃理論に一目置く存在であった。2017年10月31日、2018年シーズンから、2001年以来17年ぶりの打撃コーチを務めることが発表された。背番号は79。2019年限りで退団した。
退団後の2020年2月7日、研修を経て学生野球資格を回復した。

#### 巨人コーチ時代
2022年10月13日、2023年シーズンから大学の後輩である原辰徳監督率いる読売ジャイアンツの巡回打撃コーチを務めることが発表され、2022年11月の秋季宮崎キャンプから本格的にチーム帯同し指導している。背番号は98。その後、シーズン開幕前の3月29日に、一軍打撃コーチに異動となった。2023年オフに原の監督退任が発表され、のちに石井も1年限りでの退任となった。
巨人退団後は、アマチュア野球の指導者に転身する意向であり、巨人コーチ就任に伴い喪失していた学生野球資格を2024年3月28日に再回復している。

## エピソード
息子は同じ東海大相模高に進学し、2000年の第72回選抜高等学校野球大会で全国制覇を果たしている。
原辰徳は東海大時代の3学年後輩であり、出身高校（東海大相模）も同じである。2023年で巨人のコーチ就任は原に招聘されたものであり、同年限りで原の監督退任が発表された数日後に石井のコーチ退任も発表されたが、「（原）監督に呼ばれてきたので、どっちにしろ、監督が辞める時は辞めるつもりだった」とコメントしている。

## 詳細情報

### 年度別打撃成績
| 年 度      | 球 団      | 試 合 | 打 席 | 打 数 | 得 点 | 安 打 | 二 塁 打 | 三 塁 打 | 本 塁 打 | 塁 打 | 打 点 | 盗 塁 | 盗 塁 死 | 犠 打 | 犠 飛 | 四 球 | 敬 遠 | 死 球 | 三 振 | 併 殺 打 | 打 率 | 出 塁 率 | 長 打 率 | O P S |
| ---------- | ---------- | ----- | ----- | ----- | ----- | ----- | -------- | -------- | -------- | ----- | ----- | ----- | -------- | ----- | ----- | ----- | ----- | ----- | ----- | -------- | ----- | -------- | -------- | ----- |
| 1978       | 中日       | 20    | 44    | 41    | 6     | 6     | 0        | 0        | 0        | 6     | 2     | 0     | 0        | 0     | 0     | 3     | 0     | 0     | 8     | 3        | .146  | .205     | .146     | .351  |
| 1979       | 中日       | 23    | 43    | 41    | 1     | 10    | 3        | 0        | 0        | 13    | 0     | 0     | 0        | 0     | 0     | 2     | 0     | 0     | 10    | 0        | .244  | .279     | .317     | .596  |
| 1980       | 中日       | 88    | 167   | 143   | 19    | 31    | 5        | 1        | 7        | 59    | 18    | 3     | 2        | 3     | 1     | 20    | 1     | 0     | 23    | 3        | .217  | .311     | .413     | .724  |
| 1981       | 中日       | 81    | 151   | 121   | 16    | 25    | 3        | 0        | 3        | 37    | 16    | 2     | 0        | 2     | 2     | 22    | 2     | 4     | 28    | 6        | .207  | .342     | .306     | .648  |
| 1982       | 中日       | 60    | 48    | 45    | 4     | 9     | 3        | 0        | 1        | 15    | 4     | 2     | 0        | 0     | 0     | 2     | 0     | 1     | 9     | 1        | .200  | .250     | .333     | .583  |
| 1983       | 中日       | 18    | 17    | 13    | 2     | 1     | 0        | 0        | 0        | 1     | 0     | 0     | 0        | 0     | 0     | 4     | 0     | 0     | 4     | 1        | .077  | .294     | .077     | .371  |
| 1984       | 中日       | 58    | 45    | 38    | 4     | 7     | 4        | 0        | 0        | 11    | 3     | 0     | 0        | 0     | 1     | 5     | 0     | 1     | 13    | 1        | .184  | .289     | .289     | .578  |
| 1985       | 中日       | 75    | 169   | 133   | 18    | 42    | 5        | 0        | 6        | 65    | 24    | 0     | 1        | 3     | 0     | 32    | 1     | 1     | 35    | 2        | .316  | .452     | .489     | .941  |
| 1986       | 中日       | 78    | 131   | 111   | 11    | 25    | 6        | 0        | 2        | 37    | 14    | 0     | 1        | 1     | 0     | 17    | 1     | 2     | 28    | 0        | .225  | .338     | .333     | .672  |
| 1987       | 中日       | 56    | 60    | 54    | 1     | 11    | 2        | 0        | 0        | 13    | 8     | 0     | 0        | 0     | 0     | 5     | 0     | 1     | 14    | 2        | .204  | .283     | .241     | .524  |
| 通算：10年 | 通算：10年 | 557   | 875   | 740   | 82    | 167   | 31       | 1        | 19       | 257   | 89    | 7     | 4        | 9     | 4     | 112   | 5     | 10    | 172   | 19       | .226  | .334     | .347     | .681  |

### 記録
初記録
- 初出場：1978年8月24日、対横浜大洋ホエールズ23回戦（ナゴヤ球場）、8回裏にジーン・マーチンの代走で出場
- 初安打・初打点：1978年9月2日、対読売ジャイアンツ22回戦（後楽園球場）、9回表に土屋正勝の代打で出場、西本聖から適時打
- 初先発出場：1978年9月6日、対広島東洋カープ20回戦（ナゴヤ球場）、7番・左翼手で先発出場
- 初本塁打：1980年5月3日、対阪神タイガース3回戦（阪神甲子園球場）、3回表に山本和行からソロ

### 背番号
- 31（1978年 - 1987年）
- 84（1988年 - 1991年、1999年 - 2001年）
- 98（1992年）
- 97（1993年 - 1994年）
- 79（2018年 - 2019年）
- 98（2023年）